# Noal
Noal és un barri de la ciutat brasilera de Santa Maria, Rio Grande do Sul. El barri està situat al districte de Sede.

## Villas
El barri amb les següents villas: Noal, Vila Arco-Íris, Vila Kosoroski, Vila Lídia, Vila Natal, Vila Noal, Vila Pantaleão, Vila Rohde, Vila San Martin.

## Galeria de fotos

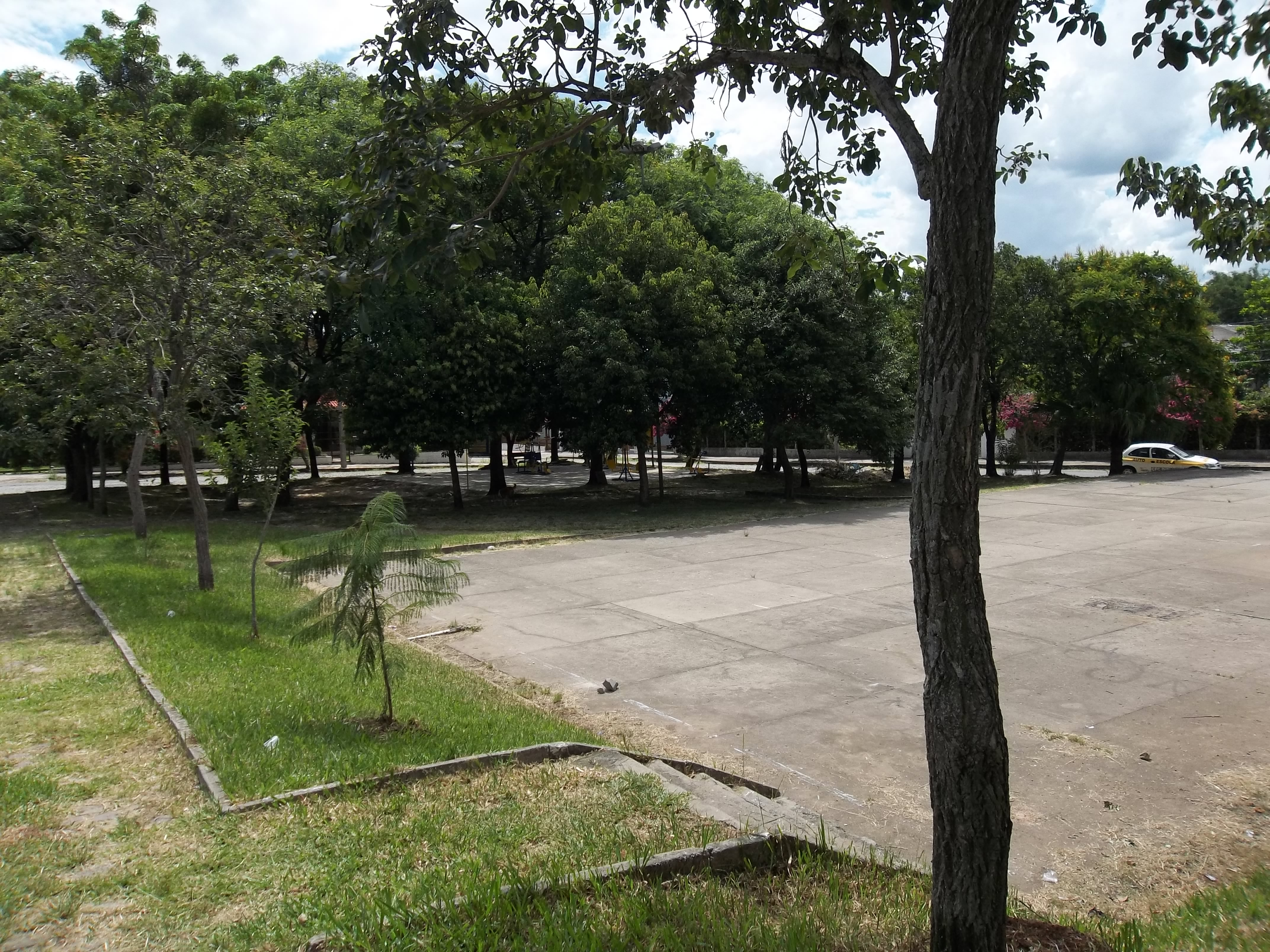
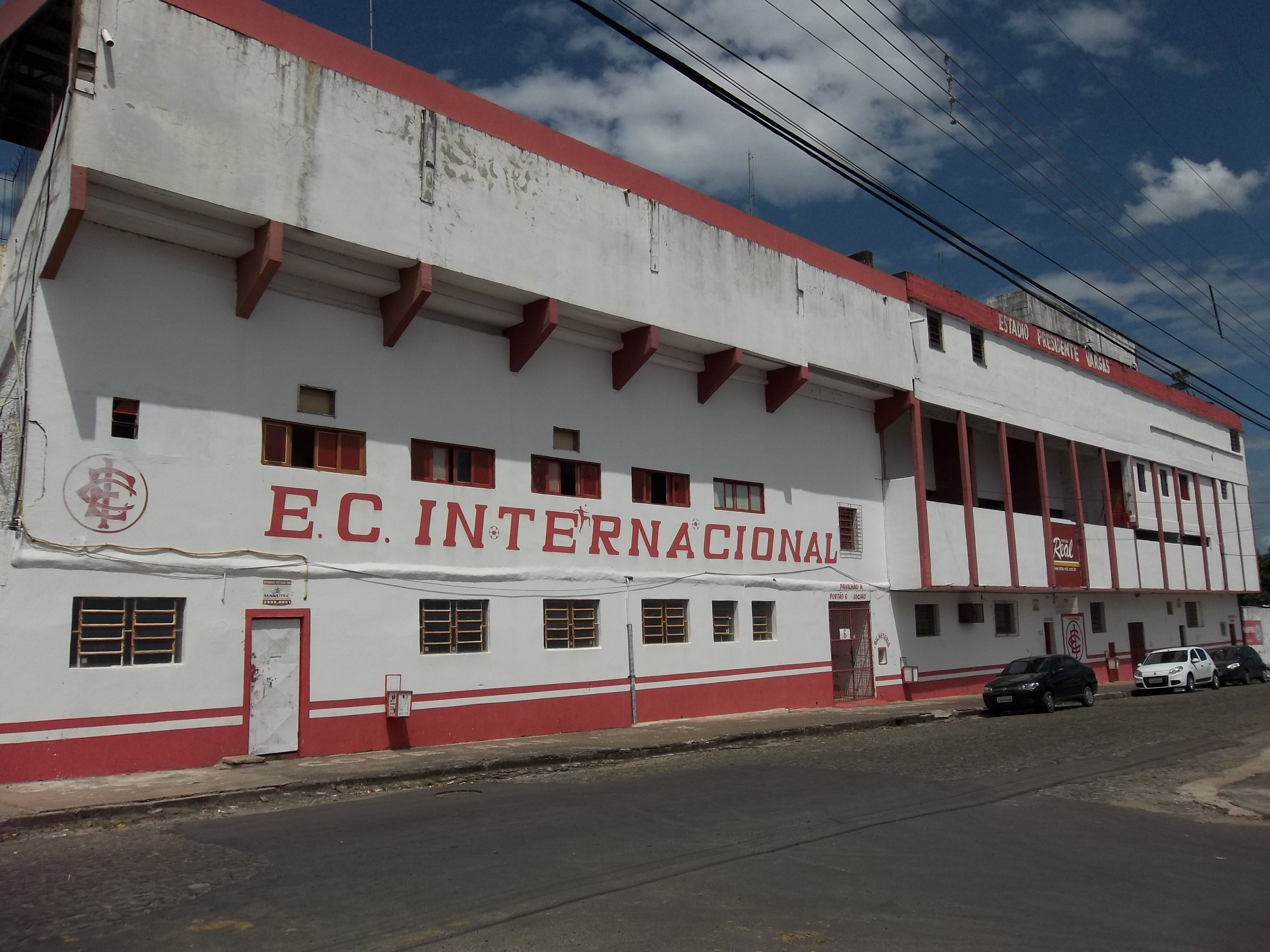
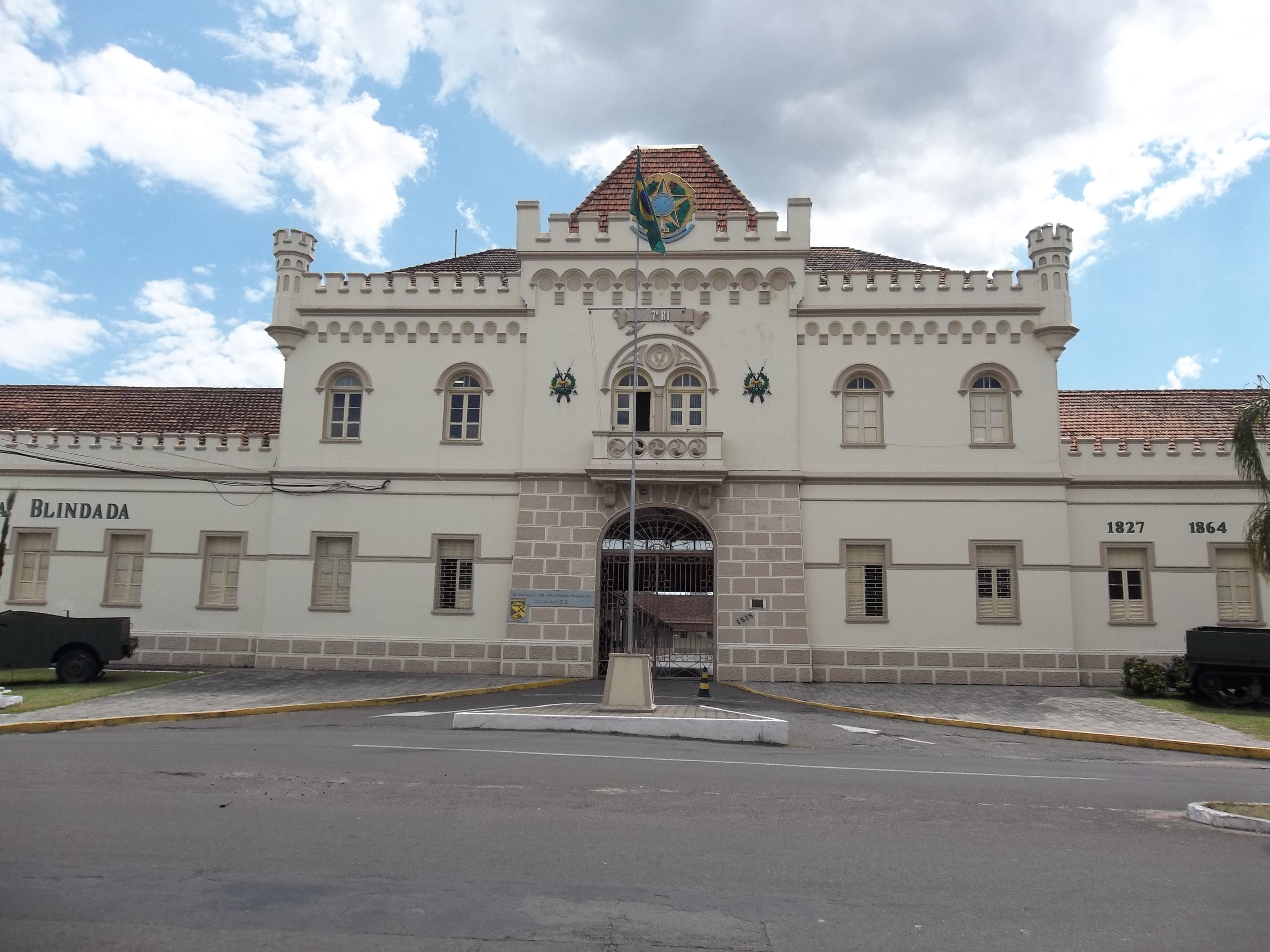

| Passo d'Areia        | Passo d'Areia                       | Bonfim                         |
| Juscelino Kubitschek |                                     | Bonfim Nossa Senhora de Fátima |
| Juscelino Kubitschek | Patronato / Nossa Senhora de Fátima | Nossa Senhora de Fátima        |